# 60 mm moździerz LRM vz. 99 ANTOS
LRM vz. 99 ANTOS – czeski lekki moździerz. Zaprojektowany dla sił specjalnych oraz jako dodatkowe wyposażenie pojazdów.  

## Użytkownicy
- Czechy: Czeskie Siły Zbrojne
- Jordania: Jordańskie Siły Zbrojne
- Polska: od 2011 Jednostka Wojskowa GROM[1], od 2016 Jednostka Wojskowa Nil i inne jednostki Wojsk Specjalnych i Aeromobilnych[2]